# ネスティング

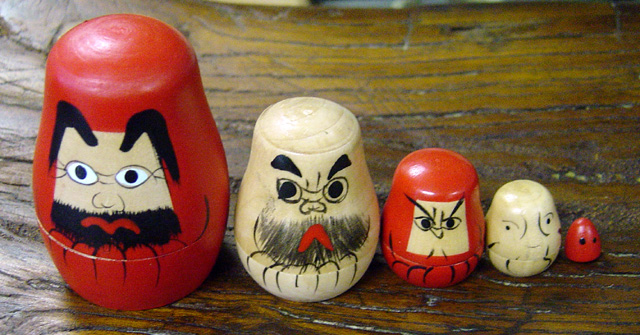
マトリョーシカ人形
プログラムの記述と比較してみると似ていることが分かる（参照1）（参照2）

構造化プログラミングにおけるネスティング（英: Nesting）、ネスト、入れ子とは、プログラムの構造が再帰的に繰り返されて記述されること。このような構造をネスト構造（英: Nested structure）、入れ子構造と呼ぶ。この記事ではC言語風の擬似コードを用いるが、ネスティングの概念はC言語に限らない。また、名前空間などC言語にない機能についても記述している。

## 概要
ネスティングには主に次の3パターンが存在する。
- 制御構造 - if文、switch文、for文、while文などを内包。これによって実際の処理を示す。
- データ構造 - 構造体、クラス、インタフェースなどを内包。プログラム内でのデータの管理方法を示す。
- 副プログラム - サブルーチン、プロシージャ、コルーチンなどを内包。処理の管理。
- 名前空間 - 名前空間の内部に別の名前空間を配する。

例えば、二分木と呼ばれるデータ構造はデータ構造のネスティングの好例である。

## 制御構造におけるネスティング
制御構造（分岐命令、ループ命令）のネスティング。スコープが入れ子になっている。

### 条件文のネスティング
以下の例では条件式1を判定して判定結果が"真"であるなら条件式2を判定し、条件式2の判定結果も"真"なら条件式3を判定する。条件式3も同様に判定結果が"真"であるなら処理1、処理2、処理3を全て処理した後に入れ子から脱出するが、それまでに条件式2が"偽"なら処理3だけを、条件式3が"偽"なら処理2と処理3をして入れ子から脱出する。

（C言語風での記述）
```
if
 
(
条件式1
){

   
if
 
(
条件式2
){
     
// ここの「if」は一番上の「if」の入れ子

      
if
 
(
条件式3
){
   
// ここの「if」は一つ上の「if」と一番上の「if」の入れ子

         
処理1
;

      
}

      
処理2
;

   
}

　 
処理3
;

}

```

### ループ文のネスティング
基本的に上述の条件文と動きが似ているため、記述も似ている。ループ文同士での入れ子はループ文を多用するために、プログラミングのミスによるバグの一つである無限ループが発生しやすくなる。
一番外側から順番に条件式を判定して行き、条件式の値が満たされなくなるまで内側の処理を繰り返していく。
（C言語風での記述）
```
for
 
(
int
 
x
 
=
 
0
;
 
条件式1
;
 
x
++
){

   
for
 
(
int
 
y
 
=
 
0
;
 
条件式2
;
 
y
++
){
   
//ここの「for」は一番上の「for」の入れ子

      
for
 
(
int
 
z
 
=
 
0
;
 
条件式3
;
 
z
++
){
 
//ここの「for」は一つ上の「for」と一番上の「for」の入れ子

          
処理1
;

      
}

      
処理2
；

   
}

   
処理3
;

}

```

### ループ文と条件文が混合したネスティング
一番外側から順番に条件式を判定して行き、条件式の値が満たされなくなるまで内側の処理を繰り返していく。ただし外側から二番目のループ文では、条件式3の判定結果が真のときは処理1を、偽のときは処理2を処理する。
（C言語風での記述）
```
for
 
(
int
 
x
 
=
 
0
;
 
条件式1
;
 
x
++
){

   
for
 
(
int
 
y
 
=
 
0
;
 
条件式2
;
 
y
++
){
 
//ここの「for」は一番上の「for」の入れ子

      
if
 
(
条件式3
){
                
//ここの「if」は一つ上の「for」と一番上の「for」の入れ子

          
処理1
;

      
}

      
else
{

          
処理2
;

      
}

　 
}

}

```

## データ構造におけるネスティング
構造体、クラス、インタフェースにおけるネスティング。

### 構造体のネスティング
構造体がメンバとして何らかの構造体を持っている状態は、構造体をネストしていると言える。
```
struct
 
Point

{

	
int
 
x
;

	
int
 
y
;

};

struct
 
BitmapImage

{

	
struct
 
Point
 
size
;

	
unsigned
 
char
 
*
image
;

};

```

## 副プログラムにおけるネスティング
サブルーチン、プロシージャ、コルーチンにおけるネスティング。単に別のサブルーチンなどを呼び出すだけの場合や再帰呼び出しを指す場合もある。

### サブルーチンのネスティング
以下の例はgccでのみコンパイル可能。
```
void
 
message
(
void
){

	
void
 
hello
(){
  
}
// ネストされた関数定義

	
hello
();
　
//ネストされた関数の呼び出し

}

//ここではhello()は呼び出せない

```

## 名前空間のネスティング
記述方法は先述のデータ構造の入れ子に酷似している。名前空間を分けることでサブルーチンなどの名称が競合するのを防止する。ちなみに、C言語には名前空間の機能はない。
```
namespace
 
名前空間1{

	
namespace
 
名前空間2{

		
int
 
func
(){}
 
//名前空間1::名前空間2::func()のようにアクセスさせることが多い

	
}

}

```

### プログラミング
- 関数
- プログラミング
- プロシージャ
- 重複コード
- 再帰

### その他
- 入れ子